# Rock in Rio
Rock in Rio es un evento originario de Brasil que incluye bandas y artistas de diversos géneros musicales el cual es organizado por el empresario brasileño Roberto Medina. Es conocido mundialmente como "El festival más grande del mundo". Actualmente cuenta con nueve ediciones en Río de Janeiro (1985, 1991, 2001, 2011, 2013, 2015, 2017, 2019 y 2022), nueve en Lisboa (2004, 2006, 2008, 2010, 2012, 2014, 2016, 2018 y 2022), tres en Madrid (2008, 2010 y 2012), una en Las Vegas (2015). En este festival se han presentado artistas de la talla de Sepultura, Moonspell, Os Paralamas do Sucesso, George Michael, Queen, Paul McCartney, INXS, AC/DC, Oasis, Iron Maiden, Scorpions, Rod Stewart, The Police, System of a Down, The Who, Stevie Wonder, Roger Waters, Amy Winehouse, Rihanna, Miley Cyrus, The Rolling Stones, Def Leppard, Guns N’ Roses, Bon Jovi, Beyoncé, Rammstein, Foo Fighters, a-ha, Prince, Elton John, Bruce Springsteen, Linkin Park, Muse, Red Hot Chili Peppers, Deftones, Silverchair, No Doubt, Metallica, Coldplay, Avril Lavigne, Katy Perry, Taylor Swift, Slipknot, Aerosmith, Justin Timberlake, Maroon 5, Bruno Mars, Shakira, Jamiroquai, entre muchos otros.

## Festivales
| Año  | Nombre                  | Lugar          |
| 1985 | Rock in Rio             | Río de Janeiro |
| 1991 | Rock in Rio II          | Río de Janeiro |
| 2001 | Rock in Rio III         | Río de Janeiro |
| 2004 | Rock in Rio Lisboa      | Lisboa         |
| 2006 | Rock in Rio Lisboa II   | Lisboa         |
| 2008 | Rock in Rio Lisboa III  | Lisboa         |
| 2008 | Rock in Rio Madrid      | Madrid         |
| 2010 | Rock in Rio Lisboa IV   | Lisboa         |
| 2010 | Rock in Rio Madrid II   | Madrid         |
| 2011 | Rock in Rio IV          | Río de Janeiro |
| 2012 | Rock in Rio Lisboa V    | Lisboa         |
| 2012 | Rock in Rio Madrid III  | Madrid         |
| 2013 | Rock in Rio V           | Río de Janeiro |
| 2014 | Rock in Rio Lisboa VI   | Lisboa         |
| 2015 | Rock in Rio USA         | Las Vegas      |
| 2015 | Rock in Rio VI          | Río de Janeiro |
| 2016 | Rock in Rio Lisboa VII  | Lisboa         |
| 2017 | Rock in Rio VII         | Río de Janeiro |
| 2018 | Rock in Rio Lisboa VIII | Lisboa         |
| 2019 | Rock in Rio VIII        | Río de Janeiro |
| 2022 | Rock in Rio Lisboa IX   | Lisboa         |
| 2022 | Rock in Rio IX          | Río de Janeiro |
| ---- | ----------------------- | -------------- |

## Rock in Rio
La primera edición del Rock in Rio se realizó entre el 11 y 20 de enero de 1985 en una área de 250.000 m², la cual recibió el nombre de "Cidade do Rock" (Ciudad del Rock), localizada en Jacarepaguá, zona oeste de Río de Janeiro, Brasil. Las grandes estrellas fueron: Queen, Iron Maiden, Rod Stewart, AC/DC, George Benson, Yes, Scorpions y Ozzy Osbourne, quienes fueron las cabezas de cartel por 2 noches durante los 10 días del festival, a excepción de Iron Maiden, quien sólo participó la noche de apertura. El festival tuvo tanto éxito que llegó a tener 1.4 millones de espectadores.

## Rock in Rio II
La segunda edición del Rock in Rio se realizó entre el 18 y 27 de enero de 1991, en esta edición la "Cidade do Rock" se trasladó hasta el gran Estadio Maracaná, Río de Janeiro. Las cabezas de cartel fueron: a-ha, Guns N' Roses, New Kids on the Block, George Michael, Carlos Santana, Prince y INXS.

## Rock in Rio III
La tercera edición del Rock in Rio se realizó los días 12, 13, 14, 18, 19, 20 y 21 de enero de 2001 en la "Cidade do Rock", Río de Janeiro. Los artistas cabezas de cartel fueron por orden de jornada: Sting, R.E.M., Guns N' Roses, 'N Sync, Iron Maiden, Neil Young, Red Hot Chilli Peppers, Oasis

## Rock in Rio Lisboa

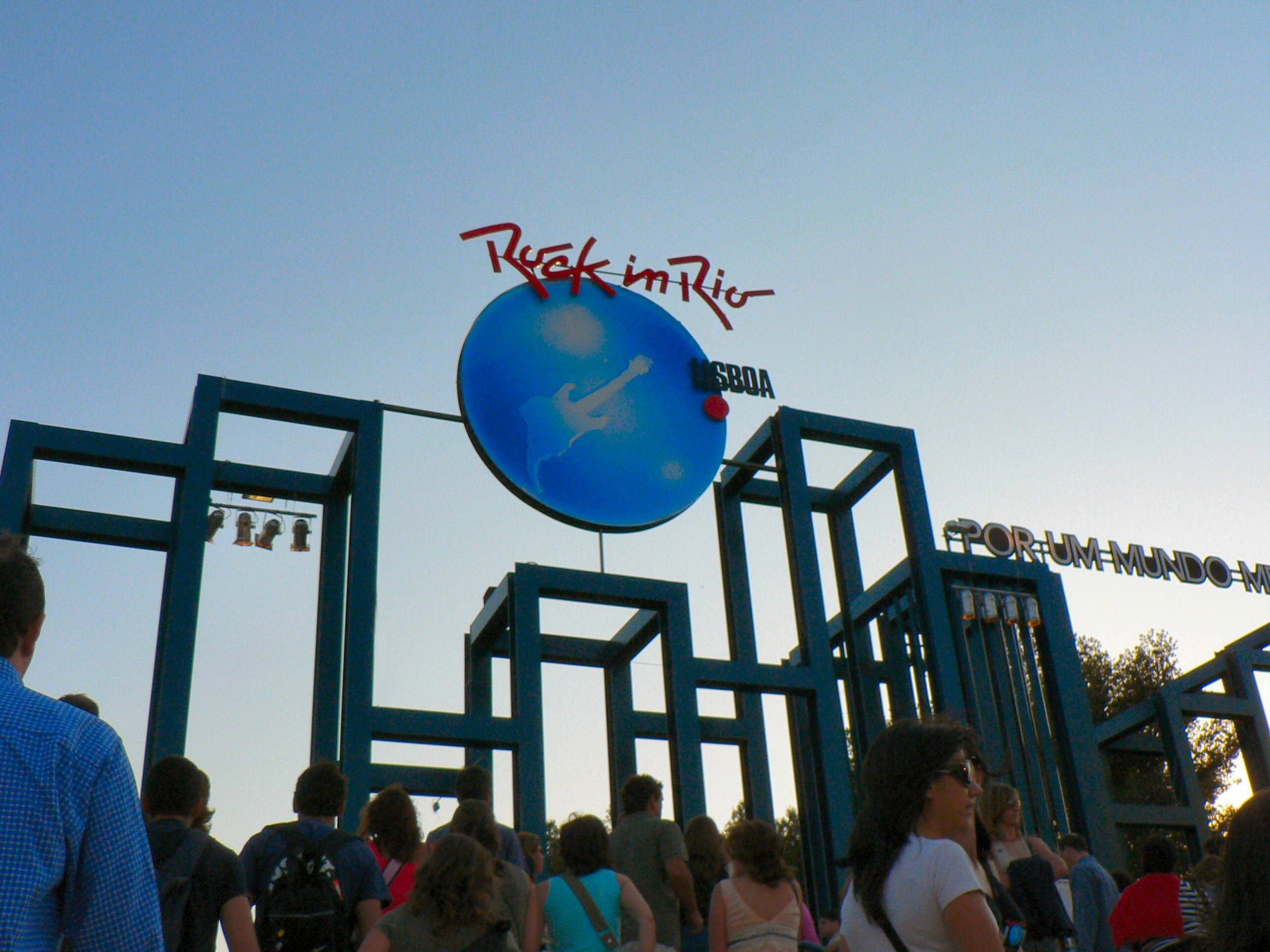
Entrada a Rock in Rio Lisboa.

La primera edición del Rock in Rio Lisboa se realizó los días 28, 29 y 30 de mayo y el 04, 05 y 6 de junio de 2004 en una superficie de más de 200.000 m² localizada en el Parque da Bela Vista, Lisboa. Pues tras el gran éxito de lanzamiento del Rock in Rio III en 2001, Roberto Medina decidió organizar un festival de la misma estatura en Portugal. La decisión de mantener el nombre Rock in Rio fue controvertida, y los detractores de la idea en Brasil comenzaron a llamarlo Rock in Rio Tejo, pues el Río Tajo (Tejo en portugués) cruza la capital portuguesa pero finalmente decidieron llamarlo Rock in Rio Lisboa. Las cabezas de cartel fueron: Paul McCartney, Peter Gabriel, Foo Fighters, Metallica, Britney Spears, Black Eyed Peas, Sting y Alicia Keys.

## Rock in Rio Lisboa II
La segunda edición del Rock in Rio Lisboa se realizó los días 26 y 27 de mayo y el 02, 03 y 4 de junio de 2006 en el Parque da Bela Vista, Lisboa. Las cabezas de cartel fueron: Roger Waters, Shakira, Carlos Santana, Red Hot Chilli Peppers, Guns N' Roses y Sting.

## Rock in Rio Lisboa III
La tercera edición del Rock in Rio Lisboa se realizó los días 30 y 31 de mayo y el 01, 05 y 6 de junio de 2008 en el Parque da Bela Vista, Lisboa. Las cabezas de cartel fueron: Amy Winehouse, Bon Jovi, Metallica, Linkin Park, Rod Stewart y Lenny Kravitz.

## Rock in Rio Madrid

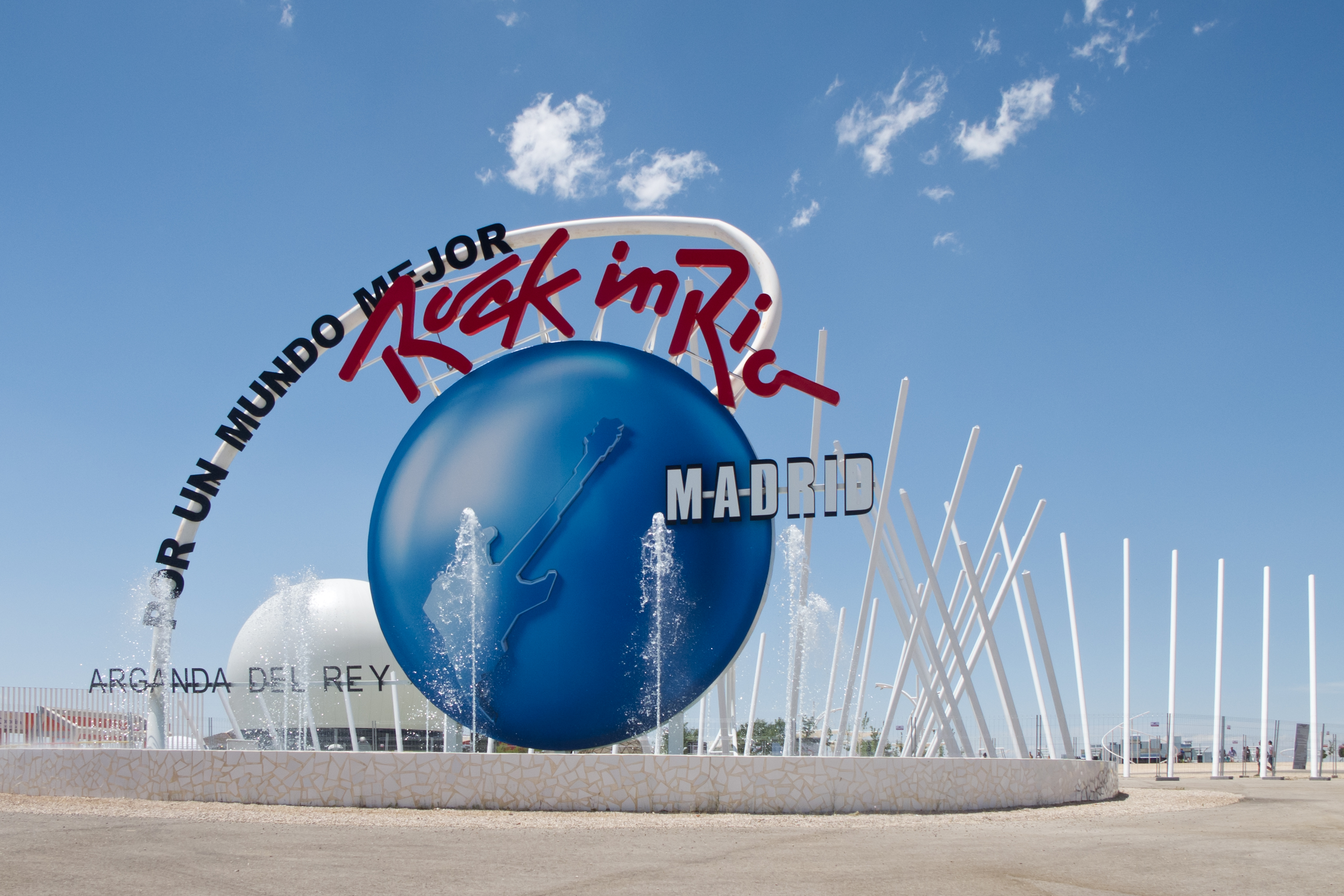
Entrada a Rock in Rio Madrid.

Tras la exitosa acogida en Portugal, Rock in Rio siguió expandiéndose por la zona ibérica y llegó a España, en dónde construyó la “Ciudad del Rock”, una área de más de 200.000 m² localizado en Arganda del Rey, Madrid. La primera edición del Rock in Rio Madrid se realizó los días 27 y 28 de junio y 04, 05 y 6 de julio de 2008. Las cabezas de cartel fueron: The Police, Neil Young, Shakira, Amy Winehouse y Bob Dylan.

## Rock in Rio Lisboa IV
La cuarta edición del Rock in Rio Lisboa se realizó los días 21, 22, 27, 29 y 30 de mayo de 2010 en el Parque da Bela Vista, Lisboa. Las cabezas de cartel fueron: Elton John, Muse, Miley Cyrus, Shakira y Rammstein.

## Rock in Rio Madrid II

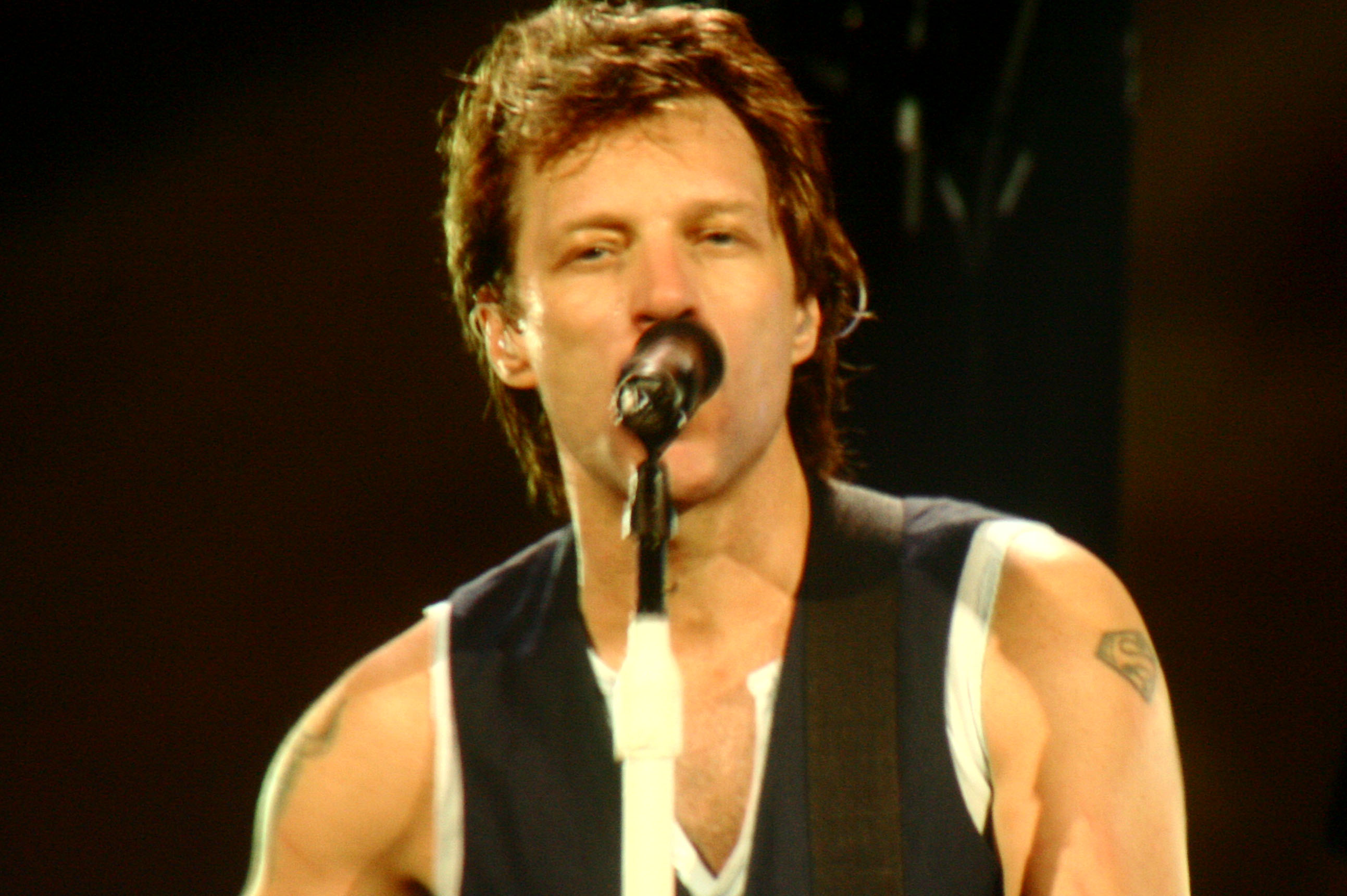
Jon Bon Jovi, vocalista de Bon Jovi, durante su presentación en el Rock in Rio Madrid II.

La segunda edición del Rock in Rio Madrid se realizó los días 04, 05, 06, 11 y 14 de junio de 2010 en Arganda del Rey, Madrid. Las cabezas de cartel fueron: Rage Against the Machine, Bon Jovi, Shakira, Metallica y Miley Cyrus.

## Rock in Rio IV
La cuarta edición del Rock in Rio se realizó entre los días 23, 24, 25, 29 y 30 de septiembre y los días 01 y 2 de octubre de 2011, en la nueva "Cidade do Rock", localizada en Barra da Tijuca, Río de Janeiro. Las cabezas de cartel fueron: Coldplay, Stevie Wonder, Metallica, Rihanna, Shakira, Red Hot Chilli Peppers y Elton John.

## Rock in Rio Lisboa V
La quinta edición del Rock in Rio Lisboa se realizó los días 25 y 26 de mayo y el 01, 02 y 3 de junio de 2012 en el Parque da Bela Vista, Lisboa. Las cabezas de cartel fueron: Metallica, Stevie Wonder, Bruce Springsteen, Linkin Park, Lenny Kravitz y Maroon 5.

## Rock in Rio Madrid III

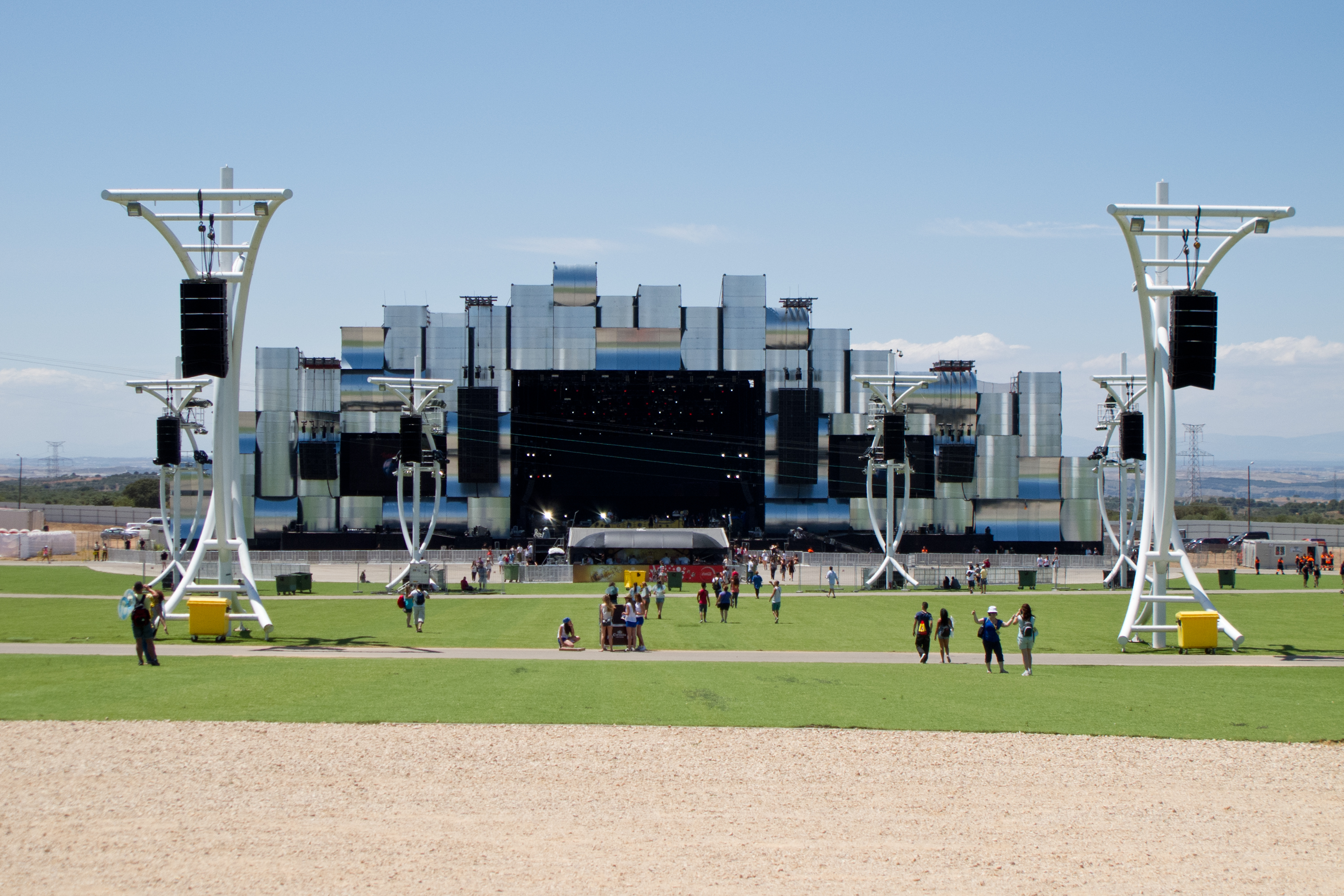
Escenario Mundo del Rock in Rio Madrid III.

La tercera edición del Rock in Rio Madrid se realizó los días 30 de junio y el 05, 06 y 7 de julio de 2012 en Arganda del Rey, Madrid. Las cabezas de cartel fueron: Maná, Pitbull, David Guetta, Red Hot Chilli Peppers, Calvin Harris y Lenny Kravitz.

## Rock in Rio V
La quinta edición del Rock in Rio se realizó los días 13, 14, 15, 19, 20, 21 y 22 de septiembre de 2013 en la "Cidade do Rock", Río de Janeiro. Las cabezas de cartel fueron: Beyoncé, Metallica, Bon Jovi, Bruce Springsteen, Justin Timberlake, Iron Maiden y Muse.

## Rock in Rio Lisboa VI
La sexta edición del Rock in Rio Lisboa se realizó los días 25, 29, 30 y 31 de mayo y el 1 de junio de 2014 en el Parque da Bela Vista, Lisboa.En esta edición se celebró los "10 años del Rock in Rio Lisboa". Las cabezas de cartel fueron: Robbie Williams, Arcade Fire, Justin Timberlake, The Rolling Stones y Linkin Park.

## Rock in Rio USA
La primera edición del Rock in Rio USA se realizó los días 08, 09, 15 y 16 de mayo de 2015 en la famosa avenida The Strip, Las Vegas. Las cabezas de cartel fueron: No Doubt, Metallica, Taylor Swift y Bruno Mars.

## Rock in Rio VI
La sexta edición del Rock in Rio se realizó los días 18, 19, 20, 24, 25, 26 y 27 de septiembre de 2015 en la "Cidade do Rock", Río de Janeiro. En esta edición se celebró los "30 años del Rock in Rio". Las cabezas de cartel fueron: Queen + Adam Lambert, Metallica, Rod Stewart, Elton John, System of a Down, Slipknot, Rihanna y Katy Perry.

## Rock in Rio Lisboa VII
La séptima edición del Rock in Rio Lisboa se realizó los días 19, 20, 27, 28 y 29 de mayo de 2016 en el Parque da Bela Vista, Lisboa. Las cabezas de cartel fueron: Bruce Springsteen & The E Street Band, Queen + Adam Lambert, The Hollywood Vampires, Korn, Maroon 5 y Avicii.

## Rock in Rio VII
La séptima edición del Rock in Rio se realizó los días 15, 16, 17, 21, 22, 23 y 24 de septiembre de 2017 en la "Cidade do Rock", Río de Janeiro. Las cabezas de cartel fueron: Maroon 5, Justin Timberlake, Aerosmith,
Bon Jovi, Guns N' Roses, The Who y Red Hot Chili Peppers.

## Rock in Rio Lisboa VIII
La octava edición del Rock in Rio Lisboa se realizó los días 23, 24, 29 y 30 de junio de 2018 en el Parque da Bela Vista, Lisboa. Los cabezas de cartel fueron: Muse, Bruno Mars, The Killers y Katy Perry.

## Rock in Rio VIII
La octava edición del Rock in Rio se realizó los días 27, 28 y 29 de septiembre y el 03, 04, 05 y 6 de octubre de 2019 en la "Cidade do Rock", Río de Janeiro. Los cabezas de cartel fueron: Iron Maiden, Bon Jovi, P!nk, Muse, Red Hot Chili Peppers, Foo Fighters, Imagine Dragons y Drake.

## Rock in Rio Lisboa IX
La novena edición del Rock in Rio Lisboa se realizara los días 18 y 19 de junio y el 25 y 26 de junio de 2022 en el Parque da Bela Vista, Lisboa. Los cabezas de cartel hasta ahora confirmados son: The Black Eyed Peas, Duran Duran y Post Malone.

## Rock in Rio IX
La novena edición del Rock in Rio se realizará los días 02, 03, 04 y 08, 09, 10, 11 de septiembre de 2022 en la "Cidade do Rock", Río de Janeiro. Los cabezas son cartel: Iron Maiden, Post Malone, Justin Bieber, Guns N' Roses, Green Day, 'Coldplay, Dua Lipa.

## Rock in Rio Lisboa X
La edición del Rock in Rio Lisboa se realizara los días 15 y 16 de junio y el 22 y 23 de junio de 2024 en el Parque Tejo, Lisboa. Los cabezas de cartel son: Scorpions, Ed Sheeran, Jonas Brothers y Doja Cat.

## Rock in Rio X
La novena edición del Rock in Rio se realizará los días 13, 14, 15 y 19, 20, 21 y 22 de septiembre de 2024 en la "Cidade do Rock", Río de Janeiro. Los cabezas son cartel: Travis Scott, Imagine Dragons, Avenged Sevenfold, Ed Sheeran, Katy Perry, Dia Brasil y Shawn Mendes.